# Eric Steelberg
Eric Wesley Steelberg (* 1. April 1977 in Northridge, Kalifornien) ist ein US-amerikanischer Kameramann.

## Leben und Werk
Steelberg begann als Jugendlicher mit Schwarz-Weiß-Aufnahmen. Im Alter von 16 Jahren drehte er seinen ersten Kurzfilm, dieser gewann eine nationale und zwei internationale Auszeichnungen. Später besuchte er die „Sky Film School“ und drehte weitere Kurzfilme, die auch auf verschiedenen Filmfestivals gezeigt wurden.
Bei seinem dritten Besuch beim Sundance Film Festival wurde sein Kurzfilm In God We Trust von Kritikern hochgelobt und bekam öffentliche Anerkennung. Mit einem guten Gespür für Zusammensetzung und Licht bahnte sich Steelberg seinen Weg zu den Spielfilmen. Sein Debüt Der 15. Geburtstag gewann beim Sundance Festival 2006 sowohl den Großen Preis der Jury, als auch den Publikumspreis. Nachdem der Film diese Auszeichnungen gewonnen hatte, drehte er erstmal die Schwarze Komödie Numb mit den Darstellern Matthew Perry und Kevin Pollack.
2007 wurde Steelberg von Regisseur Jason Reitman für dessen Spielfilm Juno engagiert. Die Komödie über ein 16-jähriges Mädchen, das ungewollt schwanger wird, wurde ein großer Publikumserfolg und sogar mit einem Oscar für das Beste Drehbuch ausgezeichnet. Er vollendete 2009 gleich drei Filme: (500) Days of Summer, Bandslam – Get Ready to Rock! und Up in the Air. Beim Letzteren arbeitete Steelberg erneut mit Jason Reitman zusammen. Weitere Kooperationen der beiden schlossen sich an, zuletzt 2021 mit Ghostbusters: Legacy.
2010 vollendete Steelberg den Film Verrückt nach dir mit Drew Barrymore und Justin Long in den Hauptrollen.

## Filmografie (Auswahl)
- 2000: In God We Trust (Kurzfilm)
- 2006: Der 15. Geburtstag (Quinceañera)
- 2007: Nur die Liebe hilft (Numb)
- 2007: Juno
- 2009: (500) Days of Summer
- 2009: Bandslam – Get Ready to Rock! (Bandslam)
- 2009: Up in the Air
- 2010: Verrückt nach dir (Going the Distance)
- 2010: Eastbound & Down (Fernsehserie, 7 Episoden)
- 2011: Young Adult
- 2013: Labor Day
- 2014: Draft Day
- 2014: #Zeitgeist (Men, Women & Children)
- 2017: Baywatch
- 2018: Tully
- 2018: Der Spitzenkandidat (The Front Runner)
- 2019: Dolemite Is My Name
- 2021: Hawkeye (Fernsehserie)
- 2021: Ghostbusters: Legacy
- 2023: Ahsoka (Fernsehserie)
- 2024: Ghostbusters: Frozen Empire
- 2024: Saturday Night

## Auszeichnungen (Auswahl)
Sundance Film Festival 2006
- Großer Preis der Jury für Der 15. Geburtstag
- Publikumspreis für Der 15. Geburtstag